# Парашютная система (космическая техника)
Парашютная система — система для замедления движения с целью безопасного спуска и приземления космического спускаемого аппарата или космонавта.

## Создание
Разработкой космических парашютных систем занимается НИИ парашютостроения. Как только началась подготовка к полету человека в космос, в Научно-исследовательском экспериментальном институте парашютно-десантного снаряжения (так в 1958 году назывался АО «НИИ парашютостроения») под руководством инженера-конструктора парашютной техники Ф. Д. Ткачёва началась разработка и создание парашютных систем для спускаемых аппаратов космических кораблей. В мае 1959 на базе аэродрома «Киржач» в городе Киржач во Владимирской области России был образован лётный испытательный комплекс (ЛИК) института для проведения наземной и летной отработки опытных образцов парашютно-десантной техники.
На лётно-испытательном комплексе проходили парашютную подготовку практически все космонавты «Первого отряда».На базе комплекса испытывались парашютные системы практически всех отечественных космических аппаратов.

### Конструкция
Для спускаемых аппаратов космических кораблей серии «Восток» парашютная система состояла из нескольких парашютов: вытяжного, тормозного и основного, площадь купола которого составляла более 500 м³, и дополнительная парашютная система на катапультируемом кресле космонавта. Парашютная система катапультируемого кресла состояла из вытяжного, основного площадью 83,5 м³ и запасного – с куполом в 56 м³ парашютов. Космонавт приземлялся отдельно от спускаемого аппарата.
На спускаемых аппаратах космических кораблей серии «Восход» не было катапультируемых кресел, так как корабли были многоместными.Парашютная система для снижения скорости уже имела два основных парашюта.
Для космических кораблей серии «Союз» были разработаны две парашютные системы основная с площадью основного купола 1000 м³ и запасная с площадью купола 574 м³.

### Принцип работы
Парашютная система вводится в действие на высотах 9-11 км. По команде барометрического прибора отстреливается крышка парашютного контейнера и выводятся два вытяжных парашюта. Парашют меньшей площади работает при больших скоростях во время спуска с орбиты, а большей площади - при малых скоростях в случае работы системы аварийного спасения (при старте или в первые минуты после старта). В обычных условиях спуска с орбиты тормозной парашют площадью 14 кв. метра вытягивается вторым вытяжным парашютом (малой площади). Погасив скорость спускаемого аппарата до 90 м/с, тормозной парашют, на высоте около 7 км от Земли, вытягивает из контейнера купол основного парашюта. Тормозной парашют при этом отделяется. Основной парашют находится в зарифованном (частично собранном специальным шнуром) состоянии и наполняется не полностью, за 4 с он гасит скорость до 35 м/с, затем разрифовывается путем рассечения рифовочного шнура на части специальными резаками и раскрывается полностью при этом гасит скорость до 6 м/с. Эта скорость обеспечивает безопасное приземление экипажа.
На случай отказа основной парашютной системы предусмотрена запасная. Автоматика контролирует скорость снижения и если основная парашютная система не сработала и не погасила скорость до расчетной, на высоте от 5.5 до 4.6 км срабатывает запасная парашютная система.

## Отказ парашютной системы
24 апреля 1967 года при возвращении на Землю спускаемого аппарата космического корабля «Союз-1» с космонавтом Владимиром Комаровым тормозной парашют не вытянул из парашютного контейнера основной парашют и не отделился. После срабатывания запасной парашютной системы, запасной парашют был выпущен, но закрутился вокруг строп тормозного парашюта и не раскрылся полностью. Спускаемый аппарат ударился о Землю со скоростью 50 м/с и сгорел. Владимир Комаров погиб.